# Natalia Munteanu
Natalia Munteanu (n. 1 decembrie 1993, Ungheni, raionul Ungheni, Republica Moldova) este o fotbalistă din Republica Moldova care joacă pe poziția de portar la clubul belarus Dinamo-BGU. Ea este și componentă a echipei naționale de fotbal feminin a Republicii Moldova.